# جبهه استالینگراد
جبهه استالینگراد (انگلیسی: Stalingrad Front) یک جبهه، یک واحد نظامی شامل چندین ارتش، از ارتش سرخ اتحاد جماهیر شوروی در طول جنگ جهانی دوم بود. این نام منطقه جغرافیایی اولیه ای را که جبهه برای اولین بار در آن جنگید، بر اساس شهر استالینگراد (ولگوگراد) در رود ولگا نشان می‌دهد.